# Studnia Leśników

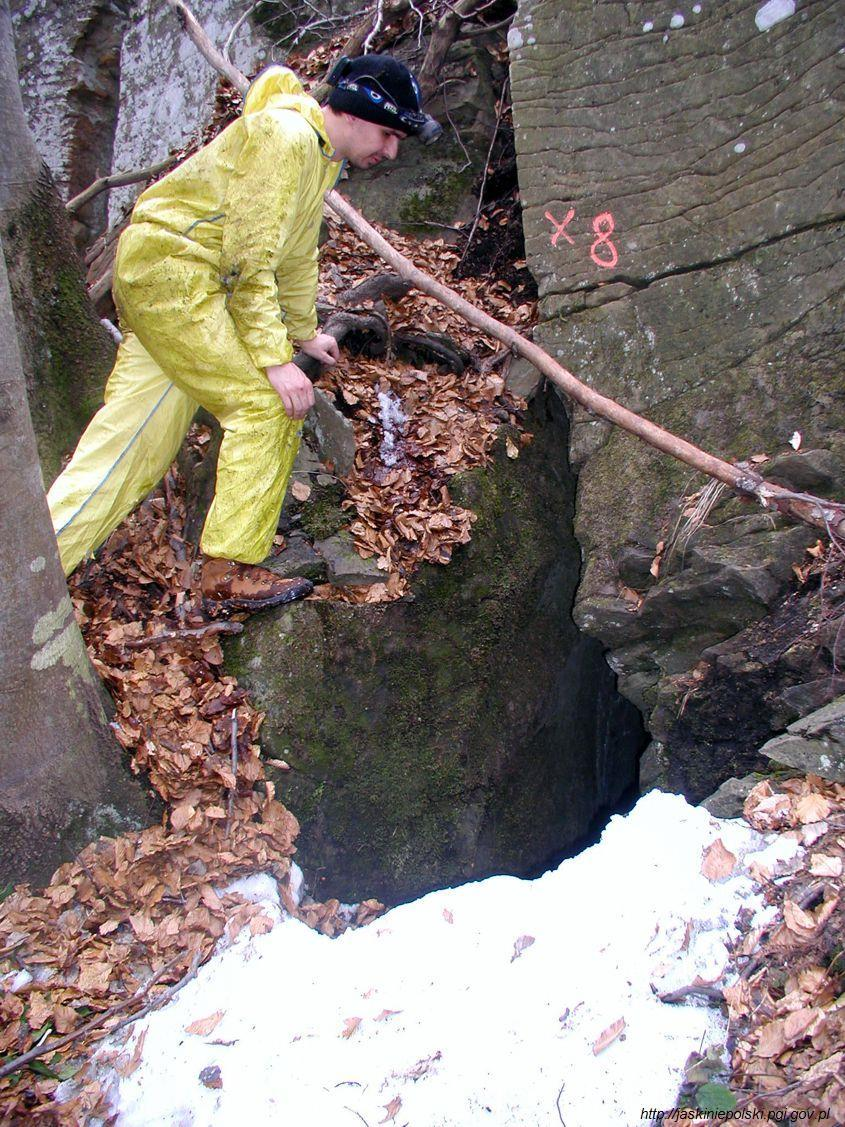
Otwór jaskini

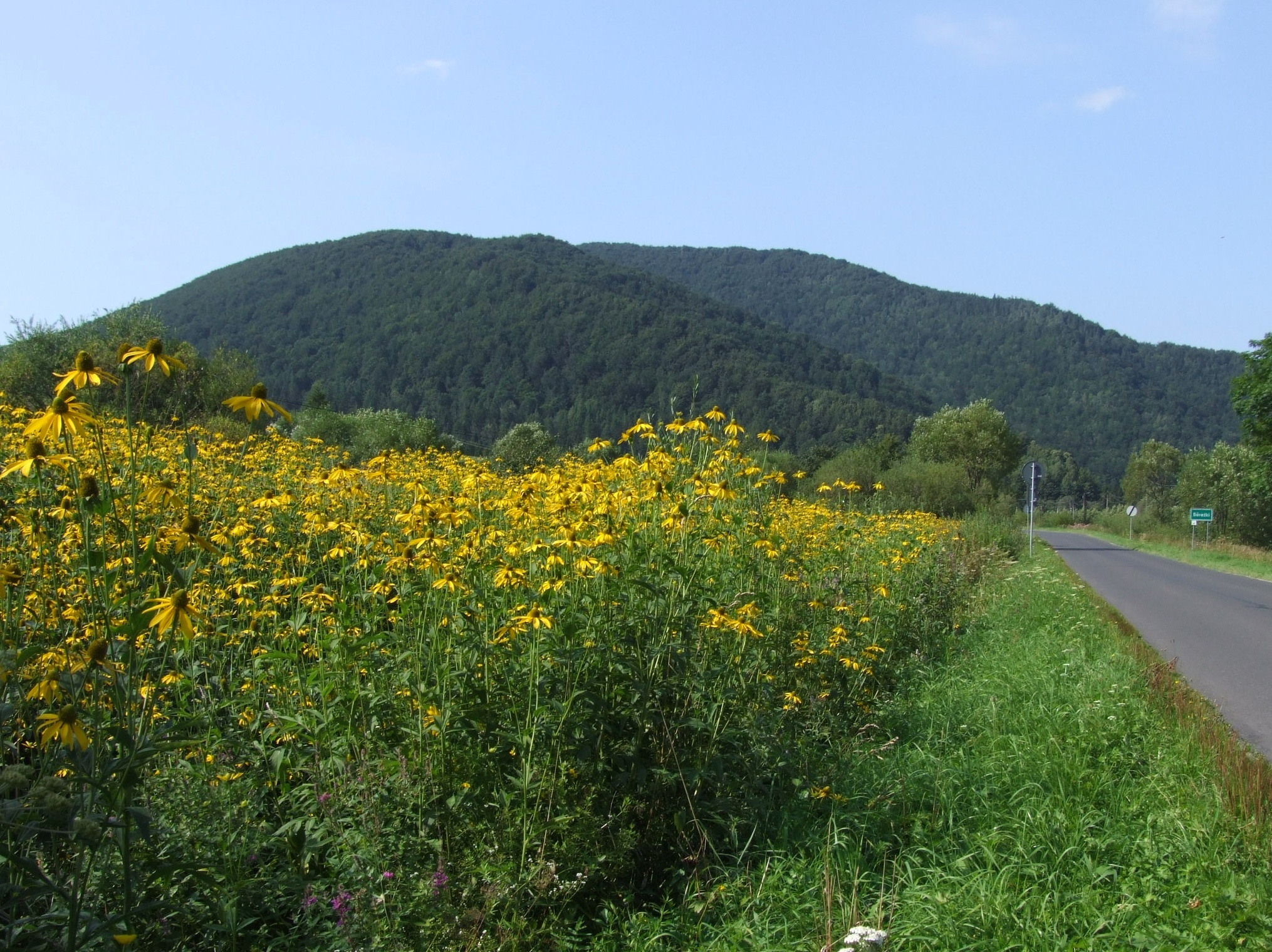
Widok z Bereżek na Magurę Stuposiańską

Studnia Leśników – jaskinia w polskich Bieszczadach. Wejście do niej znajduje się nad Bereżkami, w południowo-wschodnim ramieniu Magury Stuposiańskiej, niedaleko grani, na wysokości 865 m n.p.m. Długość jaskini wynosi 13 metrów, a jej deniwelacja 6,5 metrów.

## Opis jaskini
Główną częścią jaskini jest studnia o głębokości 4,5 metrów zaczynająca się w dużym otworze wejściowym. Z jej dna odchodzi wysoki i wąski szczelinowy korytarz, w którego połowie znajduje się 3,5-metrowy próg. Nad progiem znajduje się wejście do 4-metrowego, szczelinowego korytarzyka.

## Przyroda
W jaskini brak jest nacieków. Flory i fauny nie badano.

## Historia odkryć
Brak jest danych o odkrywcach jaskini. Jej opis i plan sporządzili T. Mleczek, R. Solak i B. Szatkowski w kwietniu 2003 roku.